# Фондация „Освалду Круз“
Фондация „Освалду Круз“ (на португалски: Fundação Oswaldo Cruz) е бразилски държавен научноизследователски институт със седалище в Рио де Жанейро.
Основан през 1900 г. с цел разработване и производство на серуми и ваксини за чума, под ръководството на Освалду Круз институтът разширява дейността си и днес е сред водещите изследователски центрове в областта на биологията и медицината.